# Dalla Porta
Dalla Porta oder Della Portaist der Familienname folgender Personen:
- Celeste Dalla Porta (* 1997), eine italienische Schauspielerin
- Giuseppe Della Porta Rodiani (1773–1841), ein italienischer Geistlicher und Kardinal der Römischen Kirche
- Lorenzo Dalla Porta (* 1997),  ein italienischer Motorradrennfahrer
- Paolino Dalla Porta (* 1956), ein italienischer Kontrabassist und Komponist des Modern Jazz und der Improvisationsmusik